# Luismar Brito
Luismar Jorge de Brito é um enxadrista brasileiro. Detém o título de Mestre FIDE com um rating oficial de 2 293 pontos (2009).